# Østengård
Østengård ligger i Sydjylland og er et parcelhusområde i Skibet Sogn sammenvokset med byen Skibet, ca. to kilometer uden for Vejles vestlige bygrænse. Byområdet ligger på nordsiden af Vardevej, den gamle landevej til Grindsted og Varde, og er næsten vokset sammen med landsbyerne Knabberup og Slelde.
Området blev bebygget i 60'erne, da Skibet endnu var en selvstændig sognekommune. Det er opkaldt efter proprietærgården Østengård, på hvis tidligere jorder det ligger.
|  | Denne artikel om lokaliteten Østengård kan blive bedre, hvis der indsættes et (bedre) billede. Du kan hjælpe ved at afsøge Wikimedia Commons for et passende billede eller lægge et op på Wikimedia Commons med en af de tilladte licenser og indsætte det i artiklen. |

55°42′45″N 9°28′0″Ø / 55.71250°N 9.46667°Ø